# Les Enfants de la résistance
Les Enfants de la résistance est une série de bandes dessinées belges en 9 tomes écrite par Vincent Dugomier et Benoît Ers, le premier tome a été publié pour la première fois le 7 mai 2015 aux éditions Le Lombard.
Cette série de bande dessinée narre le destin de trois adolescents résolus à opposer quelque résistance à l’occupant allemand durant la Seconde Guerre mondiale. L’intrigue prend son essor à l’été 1940 dans le premier volume et, dans le dernier opus paru, se déploie en mai 1943.

## Résumé
En juin 1940, l’armée française subit l’une des plus cuisantes défaites de son histoire face aux forces du Reich. Le maréchal Pétain, chef du gouvernement, sollicite l’armistice qui est paraphé le 17 juin avec l’Allemagne nazie. Dès lors, il assume la direction de la zone libre, tandis que le reste du territoire demeure sous le joug de l’occupant. Dans le modeste bourg de Pontain-l’Écluse, sis sur le canal reliant la Marne à la Saône et situé en zone occupée, François, Eusèbe et Lisa, tous trois âgés de treize ans, refusent de ployer sous le joug ennemi. Leur indocilité les porte à de menues actions de défi, telles que soutenir le regard des soldats allemands sans ciller, manière de signifier aux personnes résignées que si la France a perdu une bataille, elle n’en a pas pour autant abdiqué la guerre.

## Personnages

### Personnages principaux
- François Guillet : Un jeune garçon ayant grandi dans le giron familial, au sein d’une exploitation agricole dont il ne sera pas l’héritier, ses parents ayant fait choix d’un autre dessein pour lui. D’une nature alerte et industrieuse, il se distingue tant par son habileté à surmonter les vicissitudes du quotidien que par son goût pour les lettres et l’étude, auxquelles il s’adonne avec assiduité. L’année où l’occupant étend son joug sur la contrée, François, mû par un irréfragable esprit de résistance, conçoit dès l’abord la volonté d’entraver ses desseins. Déployant sagacité et ardeur, il s’emploie, avec l’appoint de ses deux compagnons, à jeter les fondements d’une opposition clandestine au sein de son village. Sous l’appellation du « Le Lynx », ils œuvrent à la subreption des forces ennemies[2].
- Eusèbe Marnier : D'un tempérament plus réservé que son congénère François, il trouva dans son engagement au sein de la Résistance un vecteur de croissance personnelle. Cette immersion dans l'action clandestine lui permit de transcender ses appréhensions et de repousser les limites de son audace. Il est à noter que son père, lui-même acteur de la Résistance, ignorait les agissements de sa progéniture et manifestait une propension à le déprécier.
- Lisa Baum : Une jeune fille d'origine allemande qui fit son apparition dans le village où habitent François et Eusèbe. Ayant perdu ses parents, opposants au régime nazi, lors de l'exode visant à fuir l'Allemagne pour se réfugier en Belgique, Lisa dissimula initialement sa nationalité. Elle fut accueillie et hébergée dans la maison de François. L'intégration de Lisa au sein des villageois fut sujette à des réactions contrastées. Certains habitants l'acceptèrent sans réticence, tandis que d'autres manifestèrent une forme de rejet. Néanmoins, Lisa joua un rôle déterminant dans la création d'un réseau de résistance, qu'elle nomma « Le Lynx », et dont elle, Eusèbe et François furent les membres fondateurs.

### Personnages secondaires
- Le Maire : Maire de Pontain l'Écluse, il aidera régulièrement le Lynx par des actes de sabotage administratifs. Il se livrera en otage aux allemands dans le tome 9 pour protéger ses administrés et Lisa.
- Maitre Bogaret : Ce notaire, dénoncé comme Juif puis finalement « innocenté », s'impliquera dans la résistance sous le nom de « saute ruisseau », son Ausweis lui permettant de passer d'un côté comme de l'autre de la ligne de démarcation, et son métier lui donnant accès à des biens qu'il met à disposition de la Résistance.
- Eurêka : Ce pianiste servira un temps dans le réseau du Lynx
- Le père de François : Fusillé pour acte de résistance au tome 2, son souvenir accompagnera François tout le long de la série. C'était un vétéran de la Première Guerre mondiale qui après avoir accordé sa confiance à Pétain, basculera du côté de la Résistance.
- Mr et Mme Marnier : parents d'Eusèbe, cet instituteur et sa femme feront de leur école la base d'un réseau d'évasion de juifs, de résistants et de réfractaire au STO vers la Savoie.
- Boniface : Pétainiste le plus farouche de tout Pontain l'Écluse, il dénoncera à tort le notaire comme Juif et fera engager Hippolyte dans la milice.
- Hippolyte : Jeune homme habitant à Pontain, il est au départ extrêmement peureux, et tente d'échapper au STO. Il finira engagé dans la milice contre son gré, et en adoptera finalement le mode de pensée et la violence de celle-ci.
- Le parrain de François : épicier à Paris, celui-ci, contrairement à son frère mort en résistant, est pétainiste. Mais il est plus modéré que son ami Boniface et se sentira très mal à l'aise face à la rafle du Vél' d'Hiv.
- Pégase : agent de Londres ayant formé le Lynx, il se fera abattre par les Allemands.
- Jules Guillet : frère aîné de François, celui-ci représente les « attentistes » français.
- Fernand : Convoyeur de semence, ce vieil ami de la famille Guillet entrera en résistance pour aider le Lynx à transporter un convoi de papier, et finira malgré lui par rejoindre le Maquis.

## Création de la série
Le tandem formé par Benoît Ers et Vincent Dugomier œuvrait de concert depuis de longues années avant de concevoir Les Enfants de la Résistance. L’émergence de ce dessein revient au dessinateur Benoît Ers, lequel nourrissait quelque inclination pour la Seconde Guerre mondiale. Les deux auteurs, au gré d’échanges nourris, se remémorèrent moult réminiscences familiales et prirent conscience que certains de leurs aïeux avaient pris part à la Résistance. Animés du dessein de conférer à ces souvenirs une dimension romanesque, ils résolurent de les inscrire dans une trame ancrée dans la quotidienneté. Afin de conférer à leur narration une véracité accrue, ils recueillirent le témoignage d’anciens résistants et de personnes ayant traversé les affres du conflit en leur prime enfance. Ce labeur visait avant tout à exposer aux jeunes lecteurs les réalités de la guerre à travers les yeux de protagonistes de leur âge.

## Albums

### Premières actions
À la suite de la débâcle des forces françaises au printemps 1940, le village de Pontain-l’Écluse se trouve désormais sous la férule de l’armée d’occupation allemande. Dès lors, la population, accablée par la défaite et réduite à l’impuissance, se résigne à la présence du nouvel occupant, se pliant aux exigences du Reich, par nécessité ou par fatalisme. Toutefois, trois adolescents – Eusèbe, François et Lisa –, bien que n’ayant atteint que leur treizième année, répugnent à cette sujétion. Animés d’un farouche esprit d’indépendance et d’un patriotisme juvénile, ils décident de s’opposer à l’autorité allemande en fomentant de modestes actions de résistance. À cette fin, ils établissent une société clandestine qu’ils nomment le « LYNX », appellation symbolisant la vigilance et la ruse, qualités qu’ils entendent mettre à profit dans leur entreprise. Leurs activités, bien que rudimentaires, s’inscrivent dans une volonté de harcèlement et de défiance à l’égard de l’occupant. Ils s’emploient à la diffusion de libelles séditieux incitant à la désobéissance, disséminent des proclamations appelant à la persévérance et procèdent à des menus sabotages visant les infrastructures militaires ou les moyens de transmission des forces allemandes.

### Premières répressions
Par l’entremise de l’effet de leurs entreprises, François, Eusèbe et Lisa ne demeurent plus esseulés dans leur résistance à l’Occupation allemande. Désormais, des adultes se joignent à leur cause, au nombre desquels figurent leurs géniteurs, le desservant et le premier magistrat de la commune. Tandis que ces trois jouvenceaux, en établissant un trait d’union avec leurs aînés, persistent dans leur engagement en mettant sur pied un dispositif de franchissement de captifs français vers la zone libre, les autorités d’occupation, pour leur part, ne répugnent pas à user de coercition et d’exactions afin d’affermir leur vigilance.

### Les deux géants
À la suite de l’exécution de son père par les troupes d’occupation, François, mû par un irréfragable ressentiment à l’égard de l’envahisseur, s’emploie, de concert avec ses deux compagnons, à l’œuvre clandestine de résistance. Sous l’appellation de « Lynx », leur faction entreprend maintes opérations de harcèlement à l’encontre des forces ennemies, bénéficiant, en cette entreprise périlleuse, du concours d’un agent secret usant du nom de guerre « Pégase ». L’irruption de l’oncle de François en la demeure familiale, homme acquis aux thèses pétainistes, ne tarde pas à engendrer d’acerbes dissensions idéologiques, la divergence des allégeances s’exacerbant à mesure que le conflit s’intensifie. L’entrée en lice de l’Union soviétique et des États-Unis affermit chez François une inclination politique portée vers l’instauration d’un ordre plus équitable.

### L'escalade
Grâce au concours de l'organisation clandestine dite « Lynx », Eusèbe, Lisa et François ont mené à bien la ruine de l’atelier de refonte du cuivre. Quoique leur entremetteur auprès de la Résistance eût péri dans l’entreprise, les trois comparses se doivent de persévérer à l’effet de pérenniser le réseau, lequel leur assurerait la faculté de correspondre avec Londres.

### Le pays divisé
Le combat se poursuit pour « le Lynx » par la protection du « Pianiste », qui joue le rôle de communication entre la Résistance local et Londres.

### Désobéir!
Durant l’Occupation, le Reich instaure le Service du Travail Obligatoire (STO), contraignant des ouvriers français à s’expatrier afin de concourir à l’effort industriel allemand. Tandis que « le Lynx » prête appui aux réfractaires et pourvoie aux nécessités des fugitifs, la Milice française, naguère encore embryonnaire, s’affermit et se mue en péril tangible.

### Tombés du ciel
Au printemps de 1943, un avion de l’armée britannique s’abîme aux abords du village où résident trois adolescents désormais parvenus à leur 16 ans. Sans tarder, les forces d’occupation allemandes entreprennent de s’enquérir du sort des aviateurs, dont la trace semble s’être évanouie sitôt l’accident survenu. Faisant montre d’une résolution inébranlable, les jeunes gens, affiliés au réseau de résistance clandestin dénommé « le Lynx », se donnent pour dessein de devancer l’ennemi dans cette quête, animés par la volonté d’assurer la sauvegarde des naufragés du ciel. Usant de ruse et de circonspection, ils s’emploient à soustraire ces derniers aux investigations de l’occupant, leur prêtant main-forte afin de leur permettre de rallier l’Angleterre en déjouant la vigilance des forces adverses.

### Combattre ou Mourir
Lors de l’estivale période de 1943, « le Lynx » se voit enjoint d’acheminer une cargaison de papier, destinée à la confection des gazettes clandestines de la Résistance. Afin de mener à chef cette entreprise, il leur incombe d’ourdir un réseau ramifié propre à convoyer ladite marchandise hors de Pontain-l’Écluse. Cette besogne exige, partant, qu’ils s’astreignent à un péril majeur : se reposer sur la bonne foi d’autrui.

### Les jours heureux
La mère de François souhaiterait qu’il renonce à son engagement au sein de la Résistance. De fait, la lutte s’exacerbe, et les actions clandestines se multiplient contre les ateliers et les effectifs de l’occupant. Partout, les insurgés œuvrent à saper les ressources et l’organisation de l’ennemi. Une effervescence se fait jour, car l’on s’emploie à préparer l’accueil d’un débarquement des Alliés, que maints indices laissent augurer pour bientôt.

## Adaptations au cinéma
Christopher Barratier va réaliser une adaptation en film avec Artus dans l’un des rôles.